# Леонсис, Тед
Теодор Джон Леонсис (англ. Theodore John Leonsis; род. 8 января 1957) — американский бизнесмен. Леонсис занимает руководящие посты в нескольких крупных компаниях и занимается инвестиционной деятельностью. Через компанию Monumental Sports & Entertainment он владеет такими спортивными активами столицы, как клубы «Вашингтон Кэпиталз» (НХЛ), «Вашингтон Уизардс» (НБА), «Вашингтон Мистикс» (ЖНБА) и домашняя арена этих команд «Кэпитал Уан-арена».

## Биография и карьера
Тед Леонсис родился в Бруклине. Его родители были греческого происхождения и работали секретарем и официантом. Тед ходил в одну из лучших школ города, Brooklyn Technical High School, пока семья не переехала в Лоуэлл. В 1973 году он окончил школу, после чего поступил в Джорджтаунский университет. Получив диплом в 1977 году, Леонсис вернулся в Лоуэлл, где начал работать в базировавшейся в этом городе компании Wang Laboratories. В 1987 году Леонсис основал коммуникационную компанию Redgate Communications Corporation. В 1994 году её поглотила корпорация AOL, куда Леонсис перешёл на пост топ-менеджера. За 13 лет работы в этой компании Тед занимал посты президентов разных подразделений, пока не покинул её в 2006 году. Вместе с другими бывшими руководителями AOL он организовал в Вашингтоне компанию Revolution LLC, занимающуюся венчурными инвестициями.

## Спорт
В 1999 году Леонсис приобрёл через свою фирму Lincoln Holdings, LLC хоккейную команду НХЛ «Вашингтон Кэпиталз» и по 44 % клуба НБА «Вашингтон Уизардс» и арены Verizon Center. Леонсис активно участвует в управлении своими командами. В 2001 году «Кэпиталз» подписали рекордный для лиги контракт с Яромиром Ягром — 77 миллионов долларов за 7 лет. Результаты команды и посещаемость её арены падали, и во время провального сезона 2003—2004 Леонсис и генеральный менеджер клуба Джордж Макфи решили распродать лидеров во главе с Ягром и построить новую команду с нуля.
В лотерее драфта 2004 года «Вашингтон», не будучи худшим в лиге, получил право первого выбора на драфте и выбрал фаворита Александра Овечкина. В дебютном же сезоне Овечкин вошёл в тройки лучших снайперов и бомбардиров лиги, и в дальнейшем команда строилась вокруг него. Когда в 2008 году контракт новичка заканчивался, Овечкин, Леонсис и Макфи провели прямые переговоры, в результате которых был подписан новый рекордный контракт на 124 миллиона и 13 лет. «Кэпиталз» сумели улучшить результаты вплоть до победы в регулярном чемпионате 2009—2010 и регулярного аншлага арены, несмотря на ежегодное увеличение цен билетов. В 2018 году «Вашингтон Кэпиталз» выиграл свой первый в истории Кубок Стэнли.
В 2010 года Леонсис получил контроль над «Уизардс» и Verizon Center; тогда же Lincoln Holdings, LLC был преобразован в Monumental Sports & Entertainment. В 2014 году Тед стал одним из организаторов заявки города Вашингтона на место проведения Олимпиады 2024. Вашингтон стал одним из четырёх претендующих на это право городов США, но в итоге не стал национальным кандидатом.

## Документальные фильмы
В 2007 году Леонсис спродюсировал «Нанкин», документальный фильм о резне 1937 года. Фильм получил положительные отзывы, несколько призов, и вошёл в шорт-лист претендентов на «Оскар». Позже Леонсис спродюсировал документальные фильмы «Ударь его!» о чемпионате мира среди бездомных и A Fighting Chance о родившемся без конечностей спортсмене Кайле Мейнарде.
В 2008 году Леонсис основал сайт SnagFilms, где выкладывались для бесплатного просмотра документальные фильмы, с возможностью пожертвований объектам фильмов. К 2016 году на сайте доступны более 10000 фильмов, не только документальных.